# Torus mandibularis

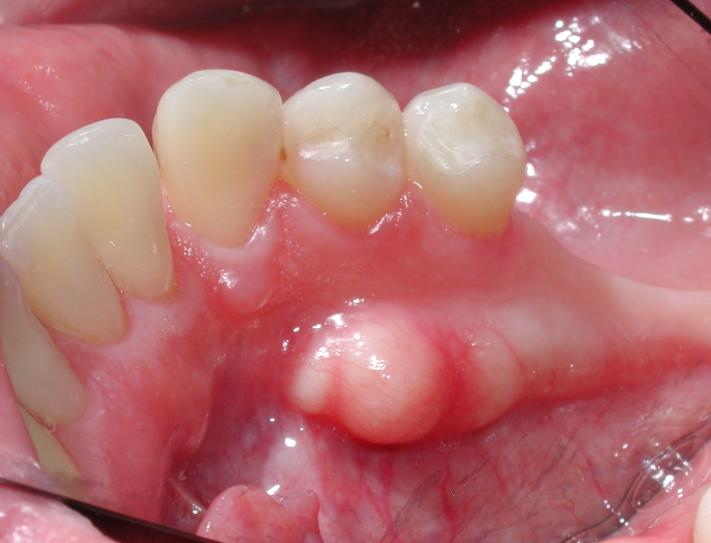
Torus mandibularis im linken Unterkiefer (Spiegelaufnahme)

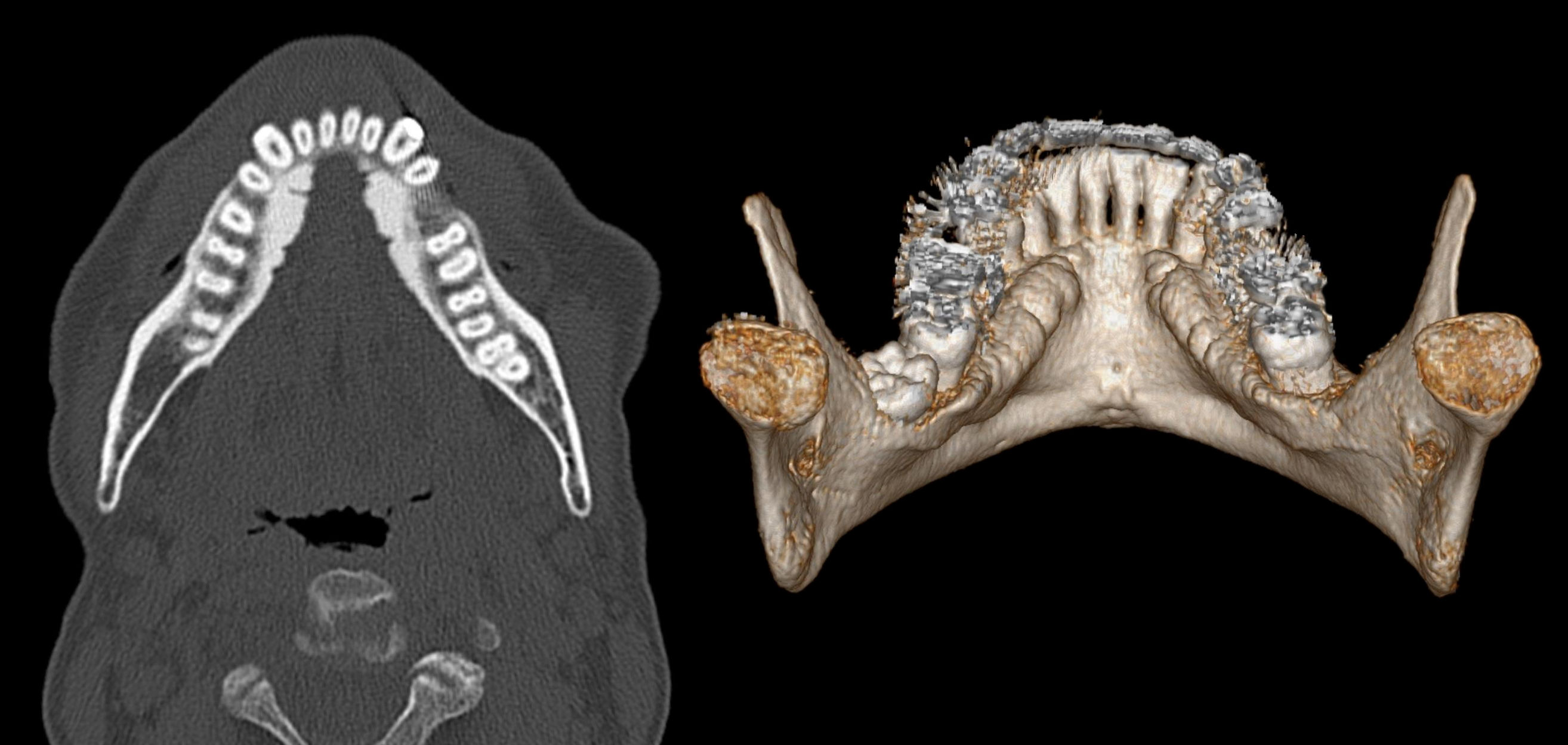
Torus mandibularis beidseits in der Computertomographie axial und dreidimensional rekonstruiert

Der Torus mandibularis (lat.: torus „Wulst“, pl. tori; mandibula „Unterkiefer“) ist eine Exostose (knöcherner Wulst) der lingualen Oberfläche des Unterkiefers über der Ansatzlinie des Musculus mylohyoideus in Höhe der Prämolaren und tritt meist beidseitig auf.

## Ätiologie
Die Ätiologie der Tori ist unklar. Mögliche Ursachen sind Bruxismus, fortgesetztes Knochenwachstum, genetische Faktoren oder Umweltfaktoren. Die Prävalenz von Tori beträgt 12,3 % bis 26,9 % mit einem durchschnittlichen Auftreten im vierten Lebensjahrzehnt. Tori mandibulares haben bei Männern eine erhöhte Prävalenz. Die Tori neigen dazu, kontinuierlich zu wachsen, sind in der Regel knotig und meist weniger als 2 mm groß. Sie können entweder einseitig oder beidseitig auftreten. Tori bleiben meist asymptomatisch. Oft treten die Tori zusammen mit dem Torus palatinus auf.

## Zahnersatz
Patienten mit schlecht sitzendem  Zahnersatz können vermehrt Druckstellen aufweisen. Es ist in der Regel nicht notwendig, Tori zu entfernen.  Der häufigste Grund für eine Entfernung sind Interferenzen mit einer  Zahnprothese im  Unterkiefer oder psychische  Gründe (Fremdkörpergefühl, Karzinophobie).